# الیا گالیگانی
الیا گالیگانی (انگلیسی: Elia Galligani؛ زادهٔ ۸ ژوئن ۱۹۹۲) بازیکن فوتبال است.